# Jörg Woithe
Jörg Woithe (Berlim Leste, 11 de abril de 1963) é um nadador alemão, ganhador de duas medalhas em Jogos Olímpicos.
Obteve o ouro nos 100 metros livres e a prata no revezamento 4x200 metros livres nas Olimpíadas de Moscou em 1980.